# 추모록

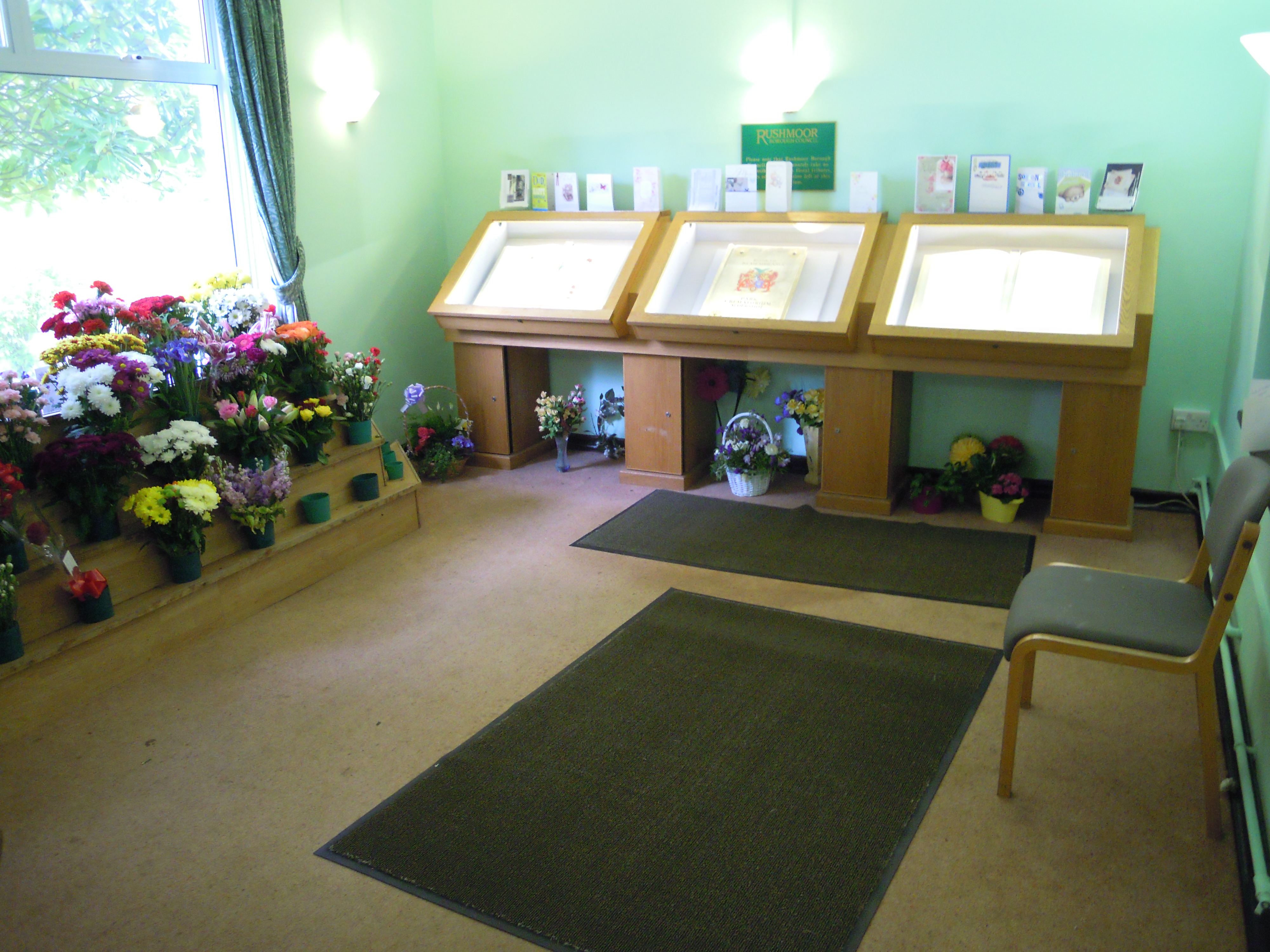
화장장에 있는 추모록.

추모록은 사망한 사람들을 추모하는 책으로, 일반적으로 이름이 날짜순이나 알파벳순으로 나열되어 있다. 이 책들은 종종 전사자들과 군사 작전 중 사망한 다른 사람들을 기념하기 위해 편찬된다. 다른 용도로는 묘비 대신 특정 장소에서 화장되거나 매장된 사람들을 기념하는 데 사용된다.
추모록은 종종 지방 당국이나 교회에서 보관하며, 각 페이지에 있는 사람들을 기리기 위해 매일 페이지를 넘길 수 있다.

## 같이 보기
- 조의록